# Cèl·lules Caco-2

Cèl·lules CaCo-2 a través del microscopi òptic de contrast de fases (100X). Les cèl·lules Caco-2 de la imatge ha estat 21 dies en cultiu fins a assolir confluència i generar una monocapa cel·lular epitelitzada.

La línia cel·lular Caco-2 és una línia heteròloga contínua provinent de  cèl·lules epitelials d'adenocarcinoma colonorectal humà, desenvolupades pel Memorial Sloan-Kettering Cancer Center a través de la recerca duta a terma pel Jorgen Fogh.

## Característiques
Tot i que es deriven de cèl·lules de carcinoma de còlon (intestí gros), quan es  cultiven en condicions específiques, les cèl·lules es diferencien i polaritzen de manera que el seu fenotip, morfològicament i funcionalment, s'assembla al dels enterocits que revesteixen l'intestí prim. Les cèl·lules Caco-2 expressen unions estretes, microvilli i diversos enzims i transportadors característics d'aquests enteròcits: peptidases, esterases, P-glicoproteïna, transportadors d'absorció d'aminoàcids, àcids biliars, àcids carboxílics, etc.

## Història
L'ús de les cèl·lules Caco-2 en recerca es remunta a la dècada de 1980 de les mans d'Ismael Hidalgo i Tom Raub, al laboratory de Ron Borchardt a la Universitat de Kansas.
El seu ús com a model de mucosa intestinal ha incrementat exponencial els darrers anys. La importància d'aquest assaig rau en seva rapidesa, baix cost i sobretot, en que permet obtenir informació molt valuosa sense haver de menester d'animals fins a etapes més avançades del desenvolupament del compost.

## Aplicacions en recerca
Aquesta línia cel·lular ha estat extensament usada durant els darrers vint anys, com a model de barrera intestinal. El seu cultiu s'ha anat sofisticant i ha esdevingut un assaig importantíssim per a la indústria farmacèutica en el desenvolupament de futurs fàrmacs conjuntament amb estudis clàssics de farmacocinètica i metabolisme. Actualment s'usa com a eina de cribatge en fases molt primerenques de descoberta de nous compostos i com a eina de predicció “in vitro” de l'absorció intestinal d'aquest noves molècules.
Des de llavors les seves aplicacions no han parat d'augmentar. Per exemple en la inhibició del transport natural de metabòlits com la glucosa per a reduir el colesterol.
Les cèl·lules Caco-2 s'utilitzen generalment com a monocapa confluent de cèl·lules, cultivades sobre un filtre d'inserció en plaques tipus Transwell. D'aquesta forma, les cèl·lules es troben en contacte amb el medi sobre i sota, i això fa que es diferencien per formar una monocapa de cèl·lules epitelials polaritzades. S'obté una capa d'enteròcit amb una cara apical i una basal com succeeix dins l'intestí: una cara unida al filtre permeable que s'equipararia a la membrana basa i làmina propia de l'íntestí, i l'altra cara amb les microvellositats ben desenvolupades mirant cap al que seria la llum intestinal dins l'organisme. Aquesta monocapa genera una barrera física i bioquímica al pas d'ions i molècules petites com esdevé a l'intestí de manera natural i permet el seu ús com a model in vitro de mucosa intestinal humana per predir l'absorció de fàrmacs administrats per via oral a través de la mesura de la permeabilitat aparent in vitro (Papp) a través de les monocapa Caco-2. L'assaig permet mesura el transport d'entrada (apical-basal) i de sortida o de reflux (basal-apical), és a dir, el transport exercit per proteïnes com la glicoproteïna P (Pgp) que s'encarreguen d'expulsar aquelles molècules no desitjades que han aconseguit entrar a l'enteròcit, abans que arribin a creuar-lo i entrar a circulació sanguínia. Existeixen fins i tot kits comercial per a realitzar aquest assaig.